# 2004 ve fotografii

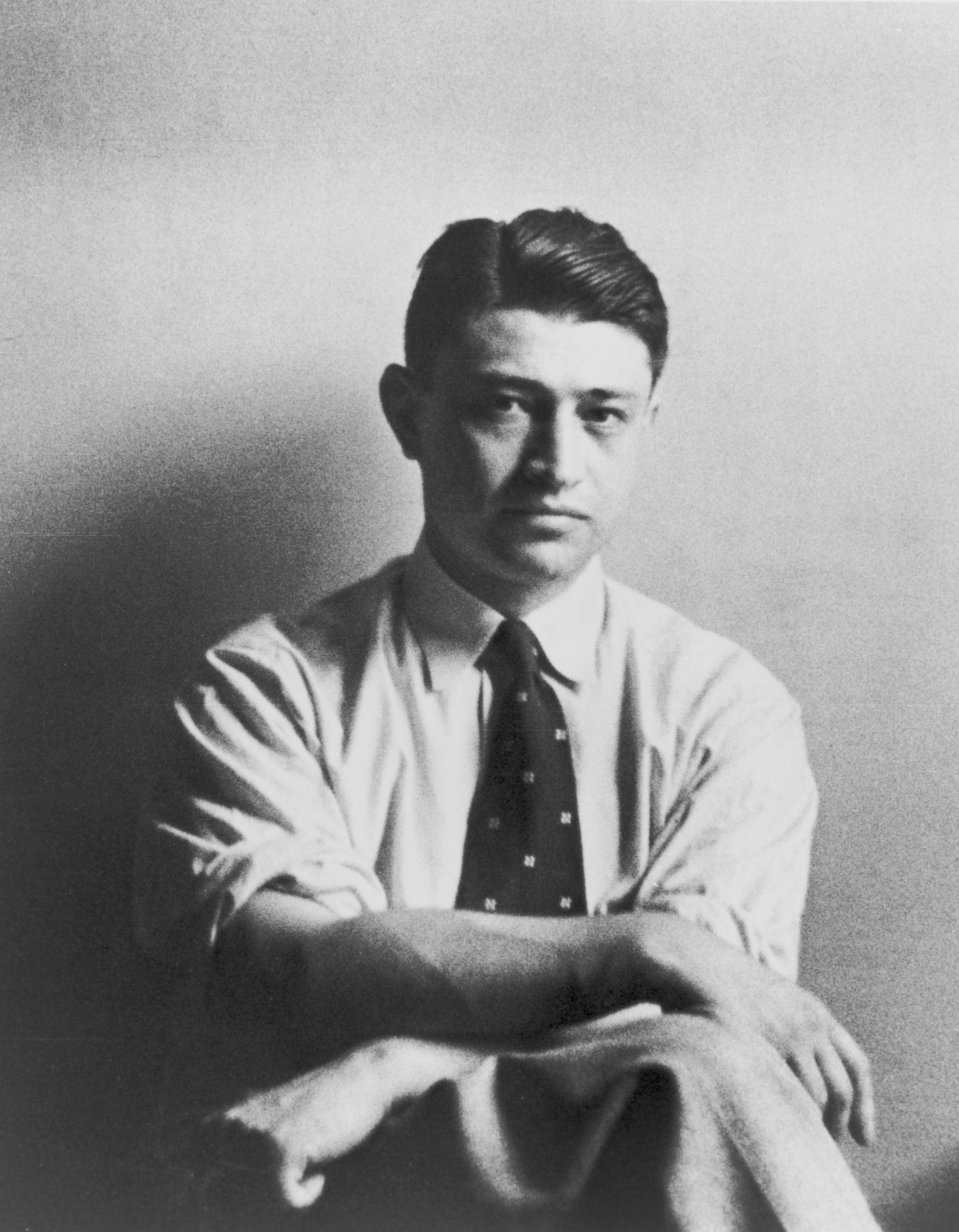
Carl Mydans v tomto roce zemřel

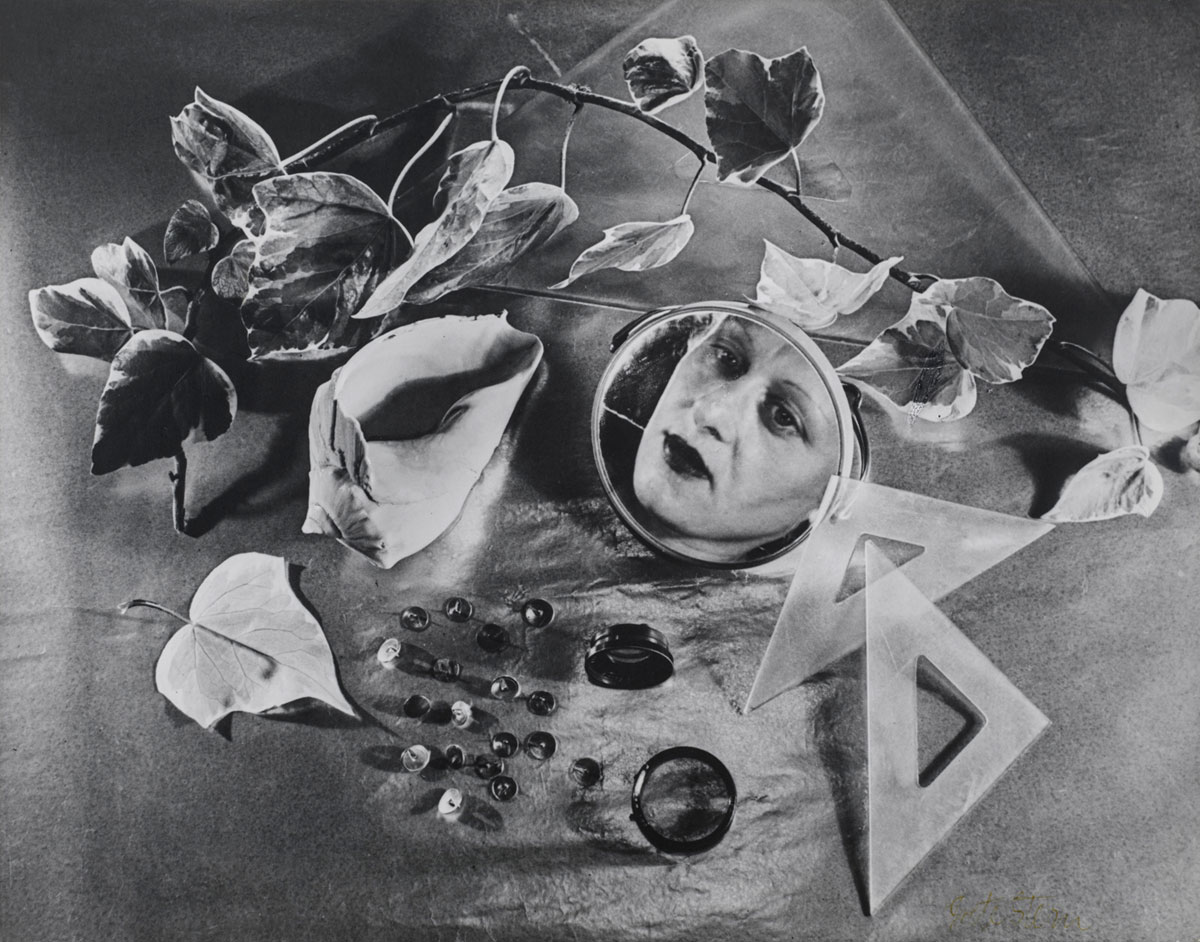
Grete Stern by oslavila sto let od svého narození

Tento článek obsahuje významné fotografické události v roce 2004.

## Události
- Měsíc fotografie Bratislava 2004

- Mezinárodní festival fotografie v Lodži, květen
- kongres Fédération photographique de France, červen
- Rencontres d'Arles červenec–září
- Festival international de la photo animalière et de nature, Montier-en-Der, každý třetí čtvrtek v listopadu
- Salon de la photo, Paříž, listopad
- Mois de la Photo, Paříž, listopad
- Paris Photo, listopad

- Month of Photography Asia, Singapur
- 27. kongres FIAP – Budapešť

## Ocenění
- Czech Press Photo – Jan Rybář, MF DNES, Bolest Beslanu – pohřeb jednoho ze zabitých dětí, 7. září 2004

- World Press Photo – Arko Datta
- Prix Niépce – Claudine Doury
- Prix Nadar – Philippe Bordas, L'Afrique à poings nus, éd. Le Seuil
- Prix Arcimboldo – Florian Schneider
- Cena Henriho Cartier-Bressona – cena se neudělovala
- Prix HSBC pour la photographie – Patrick Taberna a Malala Andrialavidrazana
- Prix Bayeux-Calvados des correspondants de guerre – Karim Sahib (Agence France-Presse)
- Grand Prix Paris Match du photojournalisme – Olivier Jobard za Immigration clandestine : Itinéraires clandestins[1]
- Prix Canon de la femme photojournaliste – Kristen Ashburn
- Prix Picto – Stéphanie Erard (vítěz)
- Prix Voies Off – Vincent Debanne –
- Prix Roger-Pic – Philip Blenkinsop za jeho sérii Laos, la guerre secrète continue (Laos, tajná válka pokračuje)

- Cena Oskara Barnacka – Peter Granser, (Rakousko)
- Cena Ericha Salomona – Will McBride
- Cena za kulturu Německé fotografické společnosti – Daidó Morijama
- Cena Hansely Miethové – Dirk Eisermann (fotografie), Christian Schüle (text)

- Davies Medal – Peter Burns

- Prix national de portrait photographique Fernand Dumeunier – Chloé Houyoux-Pilar

- Cena Ansela Adamse – Ken a Gabrielle Adelman
- Cena W. Eugena Smithe – Stanley Greene
- Zlatá medaile Roberta Capy – Ashley Gilbertson (Aurora), The New York Times, „The Battle for Fallujah“
- Cena Inge Morath – Claudia Guadarrama (stránky) (Mexiko), Before the Limit
- Infinity Awards – ?
- Pulitzerova cena
  -  Pulitzer Prize for Breaking News Photography – David Leeson a Cheryl Diaz Meyer, The Dallas Morning News, „za jejich výmluvné fotografie zachycující násilí a hloubku válku v Iráku.“ (citace, fotografie)
  -  Pulitzer Prize for Feature Photography – Carolyn Cole, Los Angeles Times, „za její fotografický pohled za scénu a důsledky občanské války v Libérii, se zvláštním zřetelem na nevinné občany zapletené do konfliktu.“ (obrázky)

- Cena Higašikawy – Antoine d'Agata, Jukio Nakagawa, Akiko Tobu, Eiiči Kurasawa
- Cena za fotografii Ihei Kimury – Tomoko Sawada (澤田 知子)
- Cena Kena Domona – Hiroh Kikai (鬼海 弘雄) za PERSONA
- Cena Nobua Iny – Kijotaka Šišito
- Cena Džuna Mikiho – Juri Murakami (村上 友重) za Lines Woven on a Sphere
- Cena inspirace Džuna Mikiho – Akihiro Jošida (吉田 明広) za Map of Memory 〜The wind of Nepal〜 Mika Takagi (高木 美佳) za Mine

- Prix Paul-Émile-Borduas – Maurice Savoie
- Fotografická cena vévody a vévodkyně z Yorku – cena nebyla udělena

- Národní fotografická cena Španělska – Ramón Masats.[2]

- Hasselblad Award – Bernd a Hilla Becherovi
- Švédská cena za fotografickou publikaci – Nina Korhonen
- Cena Lennarta Nilssona – Göran Scharmer (Institut pro solární fyziku)

- Cena Roswithy Haftmann – Mona Hatoum

## Úmrtí v roce 2004
- 1. ledna – Denise Colomb, 101, francouzský fotograf
- 6. ledna – Francesco Scavullo, 82, americký módní fotograf.[3]
- 13. ledna – Tom Hurndall, 22, britský student fotografie, dobrovolník pro International Solidarity Movement (ISM – mezinárodní hnutí solidarity) a aktivista proti izraelské okupaci palestinských území
- 23. ledna – Helmut Newton, 83, německý fotograf
- 5. dubna – Pompeo Posar, 83, italský fotograf (Playboy)
- 26. dubna – Max Edwin Vaterlaus, švýcarský fotograf (* 15. září 1921)
- 4. května – Soňa Skoupilová, česká fotografka (* 15. prosince 1922)
- 24. května – Henry Ries, 87, americký fotograf
- 28. května – Jean-Philippe Charbonnier, 82, francouzský fotograf
- 8. června – Fosco Maraini, 91, italský fotograf, anthropolog, etnolog
- 8. června – Don Hong-Oai, 75, čínský fotograf
- 2. července – Plinio De Martiis, italský fotograf, majitel galerie Galleria La Tartaruga v Římě . (* 30. října 1920}
- 6. července – Walter Frentz, 96, německý kameraman, filmový producent a fotograf
- 26. července – Alexander Hackenschmied, 96, český fotograf, publicista, kameraman a režisér
- 11. července – Van Deren Coke, americký fotograf (* 4. července 1921)
- 3. srpna – Henri Cartier-Bresson, 95, francouzský fotograf
- 16. srpna – Carl Mydans, 97, americký fotograf
- 19. srpna – Nata Piaskowski, polsko-americká fotografka, krajiny, portréty (* 6. ledna 1912)
- 18. září – Russ Meyer, 82, americký experimentální a avantgardní filmař – producent, herec, střihač, scenárista a režisér a fotograf.

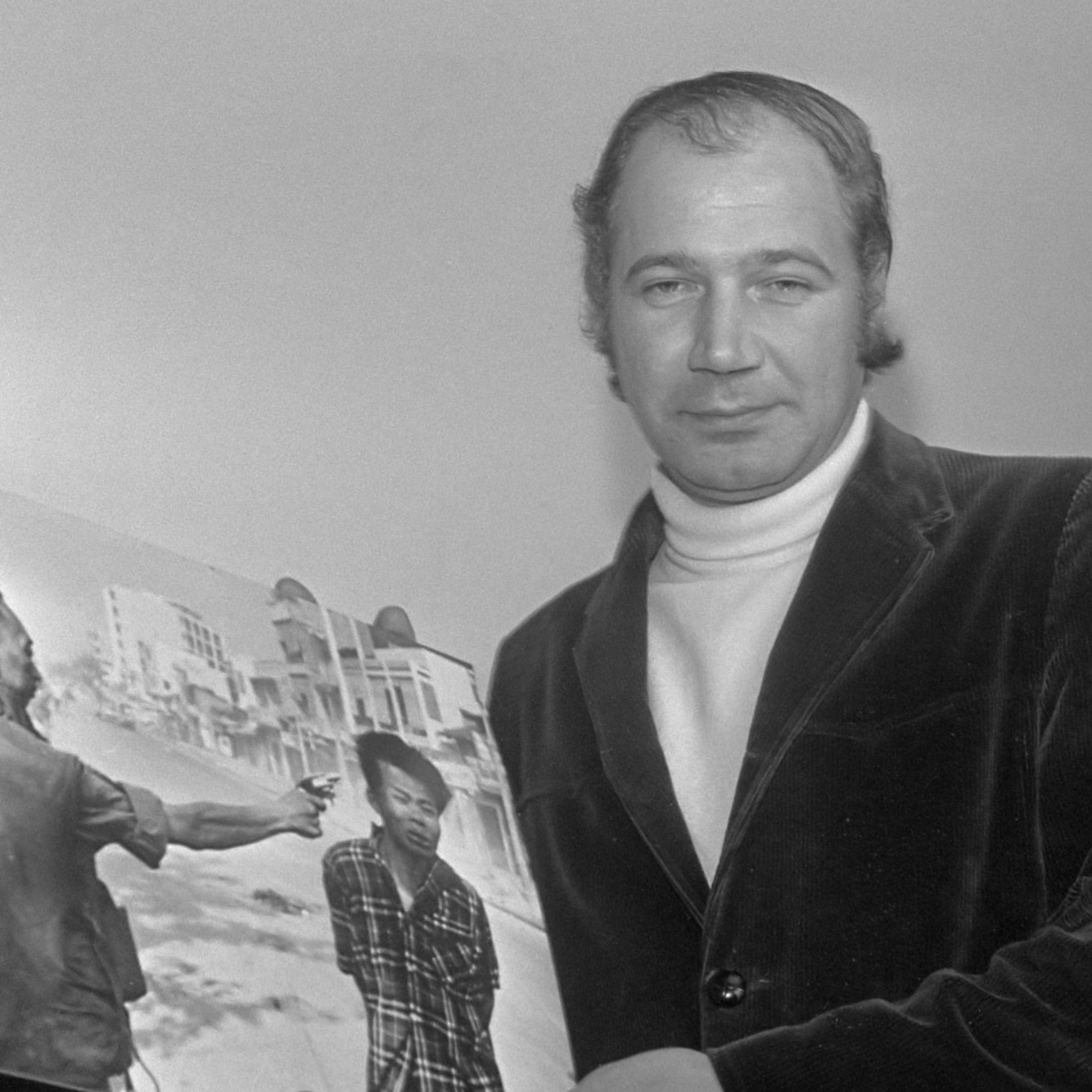
Eddie Adams se svojí nejznámější fotografií jihovietnamského generála, který střílí mladého bojovníka Vietcongu

- 18. září – Eddie Adams, 71, americký fotograf a fotožurnalista, který zachytil jihovietnamského generála jak střílí mladého bojovníka Vietcongu
- 1. října – Richard Avedon, 81, americký fotograf.[4]
- 9. října – Alberto Rizzo, 73, italský fotograf
- 22. října – Dennis Cowals, americký fotograf (* 12. května 1945)
- 23. října – George Silk, 87, novozélandský fotožurnalista
- 19. prosince – Emil Barč, slovenský fotograf působící v Trnavě a průkopník barevné fotografie (* 15. května 1924)
- 26. prosince – Simon Atlee, britský fotograf, přítel modelky Petry Němcové, zemětřesení v Indickém oceánu 2004.
- 28. prosince – Susan Sontagová, 71, americká fotografka
- 30. prosince – Mark Fiennes, 71, anglický fotograf a ilustrátor.[5]
- 30. prosince – Robert Thuillier, 94, francouzský fotograf
- ? – Eiiči Macumoto, japonský fotograf, zachytil důsledky bombardování Hirošimy a Nagasaki (* 1915)
- ? – Kei’ičiró Gotó, japonský fotograf (* 1918)
- ? – Maria Wołyńska, polská umělecká fotografka, členka Svazu polských uměleckých fotografů (* 1927)
- ? – Wolfgang Ginzel, český horolezec a fotograf přírody německé národnosti (* 1. listopadu 1933 – 14. února 2004)
- ? – Ivan Kyncl, český fotograf, který po emigraci z Československa působil ve Spojeném království, byl známý zejména jako dokumentarista československého disentu a po emigraci jako jeden z významných britských divadelních fotografů (* 15. dubna 1953 – 6. října 2004)
- ? – Ellen Auerbach, německá židovská imigrantka, představitelka modernistické fotografie, fotografie dětí, před válkou pracovala v berlínském fotostudiu s  Gretou Stern, studio zaměřené na portrétní a reklamní fotografii bylo jedním z prvních na světě, které vedly dvě ženy (* 20. května 1906 – 30. července 2004)
- ? – Pavel Štecha, český fotograf (20. prosince 1944 † 20. července 2004)

## Výročí
Sté výročí narození
- 14. ledna – Cecil Beaton, anglický fotograf, scénograf a kostýmní výtvarník († 18. ledna 1980)
- 2. března – Irena Blühová, slovenská fotografka († 30. listopadu 1991)
- 6. března – Anatole Saderman, argentinský fotograf († 31. října 1993)
- 18. března – Edvard Cenek, český spisovatel a fotograf († 26. července 1971)
- 3. dubna – Bill Brandt, britský novinářský fotograf († 20. prosince 1983)
- 21. dubna – Mies Merkelbach, nizozemská fotografka († 2. dubna 1985)
- 9. května – Grete Stern, německá fotografka a designérka († 24. prosince 1999)
- 8. června – Angus McBean, velšský fotograf († 9. června 1990)
- 14. června – Margaret Bourke-Whiteová, americká fotografka († 27. srpna 1971)
- 5. července – Kójó Išikawa, japonský fotograf († 26. prosince 1989)
- 14. září – František Illek, český fotograf († 17. června 1969)
- 4. listopadu – Klára Loosová,  československá fotografka aktivní v Rakousku († 19. ledna 1942)
- 24. listopadu – Jiří Sever, fotograf a chemik († 10. května 1968)
- 14. prosince – Charles Fenno Jacobs, americký fotograf († 27. června 1974)
- ? – Marcel Bovis, francouzský fotograf († 1997)
- ? – Emeric Fehér, maďarský fotograf († 1966)
- ? – François Kollar, francouzský fotograf slovenského původu († 1979)
- ? – Galina Saňková, sovětská novinářská fotografka († 1981)
- ? – Ivan Šagin, sovětský novinářský fotograf († 1982)
- ? – Israel Ozersky, ruský fotograf († 1971)
- ? – Izrail Abramovič Ozerskij, ruský fotograf († 1971)

Sté výročí úmrtí
- 8. května – Eadweard Muybridge, anglický fotograf a vynálezce (* 9. dubna 1830)
- 21. května – Étienne-Jules Marey, francouzský vědec, lékař a fotograf (* 5. března 1830)
- 22. května – Hikoma Ueno, japonský fotograf, (* 15. října 1838)
- ? – Charles David Winter, alsaský fotograf (* 1821)
- ? – Wilhelm Ivens, nizozemský fotograf (* 1849)